# Scifresh

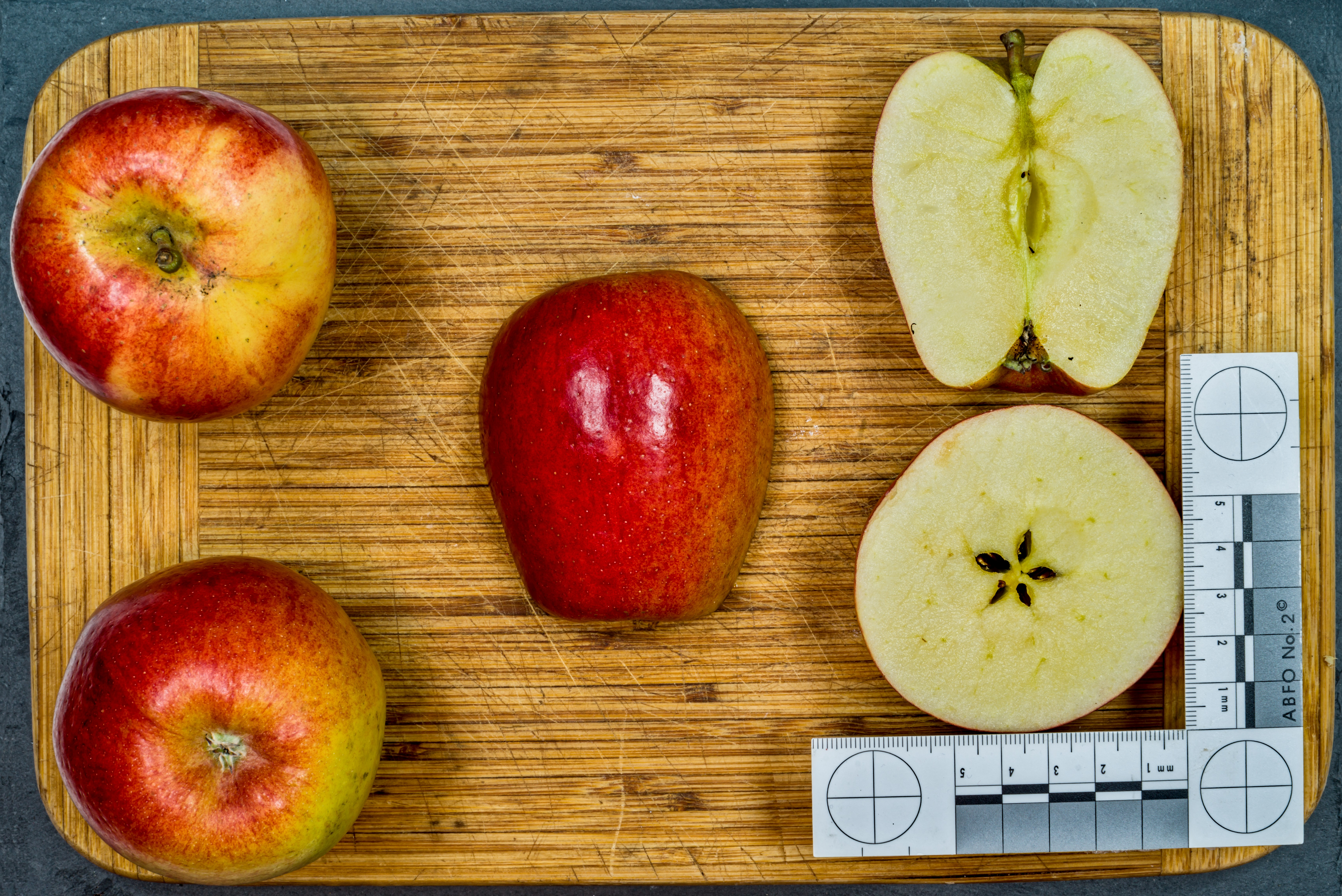
Ansicht der Frucht und Querschnitte

Scifresh (Markenbezeichnung Jazz) ist eine Sorte des Kulturapfels, die aus Neuseeland stammt. Die Clubsorte wird kontrolliert vermarktet.

## Züchtung und Beschaffenheit

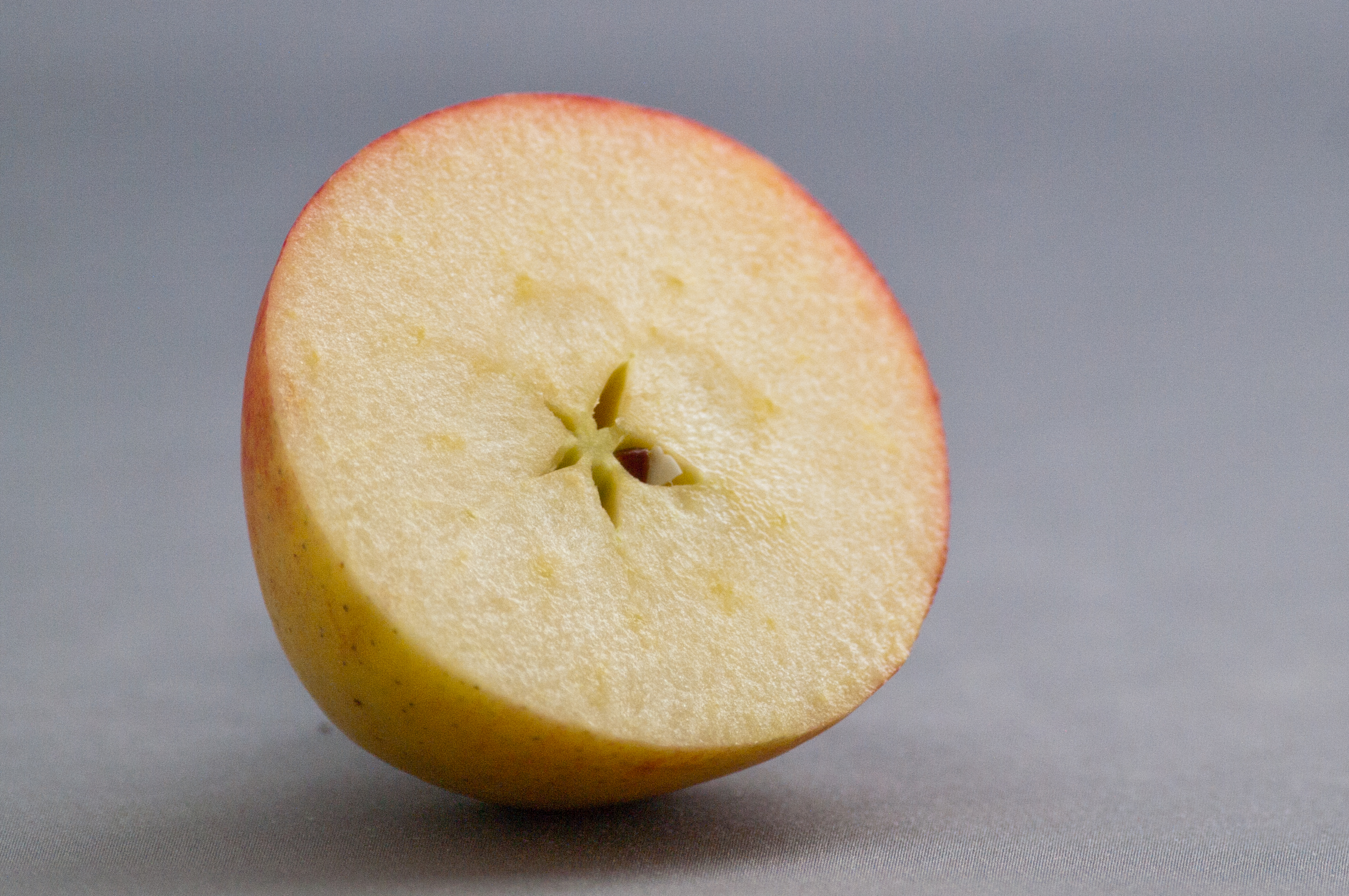
Scifresh durchgeschnitten.

Es handelt sich hierbei um eine Kreuzung aus Neuseeland zwischen den Sorten Gala und Braeburn. Die Sorte wird in Neuseeland und in ausgewählten Gebieten in Europa und den USA angebaut, um ganzjährig verfügbar zu sein. Der Jazzapfel kommt mittelgroß und stielbauchig in den Handel. Die Deckfarbe ist orange und rot. Sein Fleisch ist fest, der Geschmack saftig und süß, da er mehr Zucker und weniger Säure als der Braeburn enthält. 

## Vermarktung
Laut dem Jazzinstitut Darmstadt nannte ihn der Züchter, ein Jazzfan, nach seiner Lieblingsmusik, „weil er so spritzig schmecke wie ein Parker-Solo klinge.“